# Bangladesh Ordnance Factories
Bangladesh Ordnance Factories je bangladeška industrija oružja te najveći vojno-industrijski kompleks bangladeške vojske koji za istu proizvodi oružje, streljivo i opremu.
Industrija je osnovana 1970. godine ali je pretrpjela veliku materijalnu štetu tijekom bangladeškog oslobodilačkog rata 1971. Kasnije su obnovljena i proširena proizvodna postrojenja te danas služe za proizvodnju oružja namijenjenog domaćoj vojsci.

## Tehnologija
Bangladesh Ordnance Factories je potrebne strojeve i ostalu opremu potrebnu za rad nabavio iz Kine dok je do tehnološkog transfera došlo suradnjom s Australijom, Austrijom, Belgijom, Italijom i Njemačkom.

## Proizvodnja
Proizvodni pogoni bangladeške industrije oružja su podijeljeni na sljedeće razine:
- proizvodnja ručnog oružja,
- proizvodnja streljiva za ručno oružje,
- proizvodnja bombi, ručnih granata i ostalog eksplozivnog oružja,
- proizvodnja topničkog streljiva i
- proizvodnja alata za oružje.